# Siphlonurus lacustris
Siphlonurus lacustris (лат.) — вид подёнок из семейства Siphlonuridae. Широко распространён в Европе.

## Описание

### Имаго
Подёнки средних размеров серо-коричневой окраски. Глаза у самцов более крупные, чем у самок. Ротовой аппарат редуцированный. Крылья прозрачные, парные, передняя пара крупнее. Ноги короткие, приспособлены только для посадки. На конце брюшка расположена пара длинных церок. У самцов развиты длинные передние конечности. На конце брюшка у самцов развиты своеобразные щипцы для удержания самки.

### Личинки
Окраска младших личинок светло-серая с тёмными пятнами. Окраска старших личинок серая, похожая на взрослую особь. На конце брюшка расположены три перовидных придатка, служащих для плавания. По бокам последних сегментов брюшка находятся плоские, направленные назад шипы. Трахейные жабры большие, листовидной формы, частично покрывающие друг друга. Всего имеется семь пар трахейных жабр, из которых две передние пары состоят из двух различных по форме и размеру листков; трахейные жабры остальных пяти пар представлены одиночными листками.

## Местообитание
Насекомые предпочитают небольшие хорошо аэрированные водоёмы с густой растительностью по берегам: небольшие речки, ручьи, пруды. Численность наиболее высока в водоёмах с отсутствием рыб. Во время лёта встречается на значительном расстоянии от водоёмов, предпочитая открытые солнечные участки (луга, поляны и автодороги).

## Жизненный цикл
Массовый вылет проходит вначале лета (конец мая — середина июня) в вечернее время. Как правило наибольшая активность проявляется в тёплые солнечные вечера, в холодную и дождливую погоду он прекращается или совсем не происходит. Также лёт может происходить после небольшого дождя. Первыми в воздух поднимаются самцы. Они зависают на месте, иногда совершая резкие скачки вверх-вниз. Самки вылетают позже, скачков не совершают, летят прямолинейно через скопления самцом.
Заметив самку, самец кидается в погоню, подлетает снизу, цепляется длинными лапками за переднеспинку и захватывают щипцами на брюшке брюшко самки. Во время оплодотворения пара летает вместе, приближаясь к водоёму. Часто при больших скоплениях насекомых за одну самку может зацепиться до 4-х самцов. Оплодотворённая самка садится на берега и торчащие из воды предметы и откладывает яйца на поверхность воды. Опускаясь под воду, кладка прилипает к субстрату. С наступлением темноты насекомые садятся на околоводную растительность. «Пустые» самцы и самки погибают. Остальные продолжают жить до следующего лёта. Самцы живут меньше самок.
Из яиц вылупляются личинки, питающиеся детритом. Они ведут открытый образ жизни, сливаясь с речным дном, что делает их лёгкой пищей для рыб. Личиночная стадия длится два года.
Перед превращением в субимаго личинки последнего возраста выбираются на околоводную растительность., где и происходит линька.

## Способ передвижения
Полёт медленный. Способна совершать вертикальные скачки, что позволяет избежать хищников и привлечь самок самцам. Длинные церки и передние лапки стабилизируют самца во время зависания в воздухе.
Основным способом передвижения для личинок служит плавание. Личинки быстро изгибаются в вертикальной плоскости. Тройные придатки на брюшке служат наподобие рыбьего хвоста.

## Иллюстрации
- Кладки яиц на дне лужи
- Личинки в возрасте 1 года
- Личинки в возрасте 2-х лет перед последней линькой
- Имаго и шкурка субимаго (самка)